# Live Science
Live Science è un sito web di notizie scientifiche gestito da Future tramite l'azienda Purch, acquistato da Imaginova nel 2009.
Live Science è stato originariamente lanciato nel 2004, ma è stato successivamente chiuso e rilanciato nel 2007. Live Science pubblica notizie su scoperte scientifiche, iniziative di ricerca e curiosità da tutto il mondo in un formato di giornale online. Sul suo sito web al 2018, le categorie per le storie erano News, Tech, Health, Planet Earth, Strange News, Animals, History, Culture, Space.
I marchi di consumo di Purch (incluso Live Science) sono stati acquisiti da Future nel 2018.